# Mamá o papá
Mamá o papá es una película española cómica de 2021 producida por Atresmedia Cine, Grupo Secuoya y Álamo Producciones Audiovisuales estrenada el 17 de diciembre de 2021 en cines de toda España y un mes más tarde en Atresplayer Premium para España y Netflix para fuera de España. La película está dirigida por Dani de la Orden y protagonizada por Paco León y Miren Ibarguren.
La cinta es una adaptación de Papa ou Maman, película francesa de 2015 dirigida por Martin Bourboulon, escrita por Matthieu Delaporte y Alexandre de La Patellière sobre una idea de Guillaume Clicquot de Mentque y protagonizada por Laurent Lafitte y Marina Foïs. El film original ya tuvo dos versiones en 2017, uno italiano (Mamma o papà?) y otro alemán (Schatz, nimm du sie!) así como una secuela en Francia en 2016.

## Sinopsis
Flora y Víctor son los padres que todo niño querría tener: modernos, divertidos y cariñosos. Sin embargo, todo se tuerce el día que deciden divorciarse y aparece la oportunidad laboral con la que llevan soñando toda la vida. Solo hay un problema: la custodia. Ninguno está dispuesto a ceder. Así que, por orden de la jueza, los niños tendrán que decidir con quién se quedan: con mamá, o con papá. A partir de este momento, los padres modélicos se declaran la guerra y no habrá tregua. Ambos harán todo lo posible por no obtener la custodia de sus hijos.

## Reparto
| Actor/Actriz      | Personaje             |
| ----------------- | --------------------- |
| Paco León         | Víctor                |
| Miren Ibarguren   | Flora                 |
| Sofía Oria        | Alexia                |
| Iván Renedo       | Juan                  |
| Laura Quirós      | Sara                  |
| Ester Expósito    | Claudia               |
| Eva Ugarte        | Marina                |
| Miquel Fernández  | Marc                  |
| Berto Romero      | Edu                   |
| Óscar Ortuño      | Adrián                |
| Julián Villagrán  | Javi                  |
| Pedro Casablanc   | Jefe de Víctor        |
| Mamen García      | Angustias             |
| Alberto Casado    | Profesor Julián       |
| Lucía Caraballo   | Daniela               |
| Ángela Arellano   | Érica                 |
| Mari Paz Sayago   | Abogada               |
| Álvaro Fontalba   | Simón                 |
| Alicia Chojnowski | Compañera de Sara     |
| Erika Bleda       | Profesora de Sara     |
| Yaël Belicha      | Psicóloga             |
| Carmen Gutiérrez  | Directora             |
| Carlos Fuentes    | Tatuador              |
| Naira Lleó        | Adolescente Paintball |
| Pablo G. Show     | Amigo de Simón        |
| Anuar Beno        | Amint                 |
| Roberto Cuadrado  | Notario               |
| Emilio Macias     | Cliente Librería      |
| Paqui Horcajo     | Policía 1             |
| Gonzalo Kindelán  | Policía 2             |
| PlayCacao         | Chico en Fiesta       |

## Estreno
La película tenía previsto estrenarse en cines el 18 de diciembre de 2020, pero debido a las complicaciones por la segunda ola del COVID-19, se retrasó su estreno una semana más adelante, al 25 de diciembre de 2020. Este estreno volvió a ser retrasado para la primavera de 2021. Finalmente, en febrero de 2021, Netflix compró los derechos de distribución de la película a Warner Bros. Pictures España y se decidió que su estreno en salas sería el 17 de diciembre de 2021.

## Taquilla
Mamá o Papá se estrenó en 338 cines el 17 de diciembre de 2021. En sus tres primeros días debutó con 505.763 €, con una media por cine de 1.496 € y terminando segunda en taquilla detrás de Spider-Man: No Way Home. Durante el fin de semana 76.981 personas fueron a ver el film. 
En el segundo fin de semana cayó un 26 % y recaudó otros 361.937 € siendo tercera por detrás de Spider-Man: No Way Home (en primera posición), Sing 2 (segunda) y The Matrix Resurrections (tercera). 
En su tercer fin de semana sólo cayó un 19 %, con lo que añadió unos 295.000 € al total de la recaudación posicionándose muy bien para poder ser la primera película española en superar el millón de euros en recaudación de taquilla en 2022.
En su cuarto fin de semana volvió a subir a la tercera posición, tan sólo detrás de Spider-Man: No Way Home y Sing 2, recaudando 337.931 euros, que se sumaron a un total de 2,47 millones de euros que la cinta ya lleva recaudados en cines.